# Gonzalo Fernández av Kastilien
Gonzalo Fernández av Kastilien, död efter 915, var regerande greve av Kastilien mellan cirka 905 / 910 och 915 / 917.